# Route Verte 5
La Route Verte 5 est un itinéraire cyclable du réseau québécois de la Route Verte. L'axe va de Rivière-Beaudette à la réserve nationale de faune du Cap-Tourmente en passant par Montréal, Trois-Rivières et Québec, puis de Saint-Siméon à Baie-Comeau en passant par Tadoussac.

## Trajet
| Soulanges                                 |                |    | Rivière-Beaudette                                                | Longeant le lac Saint-François                            |
| Lien d'Orion                              |                |    | Sainte-Anne-de-Bellevue, île Perrot, Dorion, Pointe-des-Cascades | Traverse la rivière des Outaouais                         |
| Ouest de l'ile                            | Mixte, surtout | et | Montréal                                                         | Longeant le fleuve Saint-Laurent puis le lac Saint-Pierre |
| Piste cyclable des Berges - secteur Ouest |                |    | Montréal, Verdun, Lasalle, Lachine                               | Longeant la rive du Saint-Laurent                         |
| Piste cyclable du canal de Lachine        |                |    | entre le Vieux-Montréal et Lachine                               | En bordure du canal de Lachine                            |
| Piste cyclable des Berges - secteur Est   |                |    | Montréal, Repentigny                                             | En partie sur la rue Notre-Dame                           |
| (aucun)                                   |                |    | Repentigny, Saint-Barthélemy                                     | Longeant le fleuve Saint-Laurent et suivant la route 138  |
| (aucun)                                   |                |    | Maskinongé, Trois-Rivières                                       | Longeant le lac Saint-Pierre et suivant la route 138      |
| (aucun)                                   |                |    | Trois-Rivières, Sainte-Anne-de-la-Pérade                         | Longeant le fleuve Saint-Laurent et suivant la route 138  |
| Chemin du Roy                             |                |    | Grondines, Portneuf, Cap-Santé, Neuville                         | Longeant le fleuve Saint-Laurent                          |
| (aucun)                                   |                |    | Québec                                                           | Utilisant les pistes cyclables de Lévis                   |
| (aucun)                                   |                |    | Québec                                                           | Longeant le fleuve Saint-Laurent                          |